# ناروهيكو هيغاشيكوني
هيغاشيكوني ناروهيكو (باليابانية: 東久邇宮 稔彦王 هيغاشيكوني ناروهيكو) (3 ديسمبر 1887 - 20 يناير 1990) كان سياسي ياباني شغل منصب رئيس الوزراء الياباني الثالث والأربعين، وهو الوحيد من العائلة الإمبراطورية الذي يشغل هذا المنصب.

## معرض صور

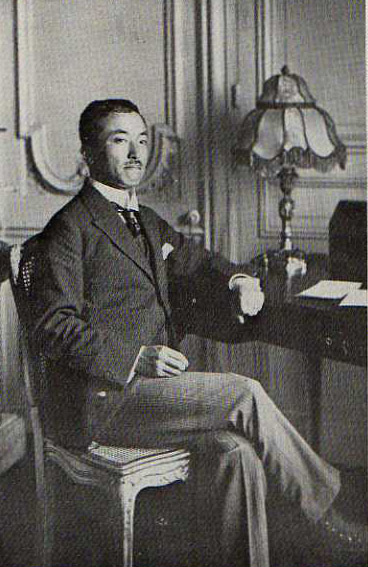
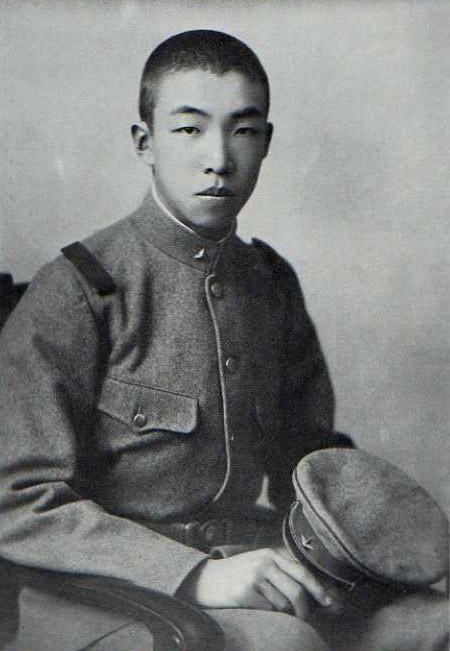
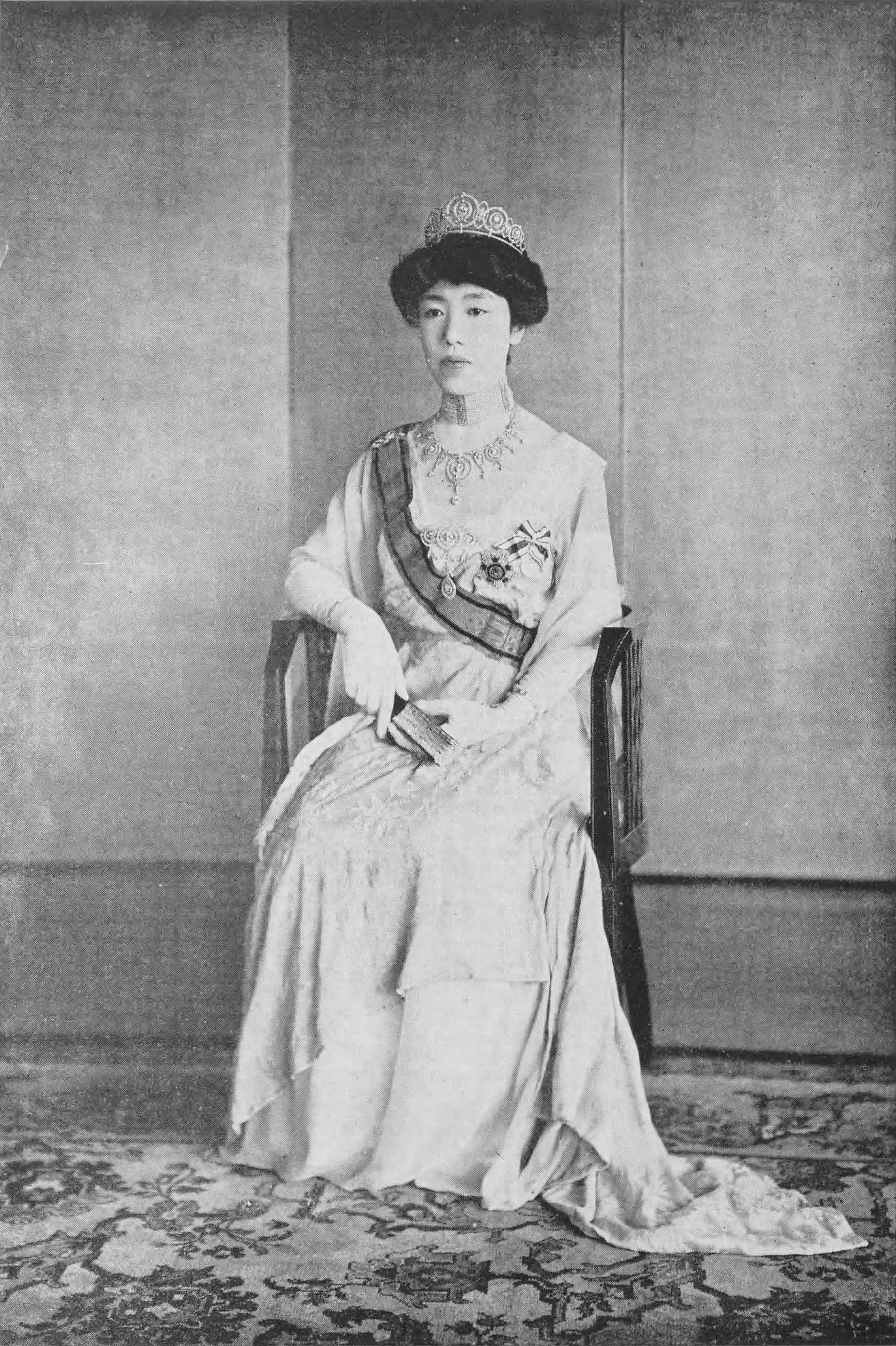